# Stirling-formula
A Stirling-formula a faktoriális függvény nagy értékeinek becslését segíti aszimptotika megadásával.
Eszerint
{\displaystyle n!\sim {\sqrt {2\pi n}}\left({\frac {n}{e}}\right)^{n}}
ahol e a természetes logaritmus alapja, a {\displaystyle \sim } jel pedig azt jelenti, hogy a két oldal aszimptotikusan egyenlő.
A Stirling-formulának ott van nagy jelentősége, ahol sokszor kell nagy binomiális együtthatókra jó becsléseket adni, tehát a valószínűségszámításban, de a matematika szinte minden ágában felhasználják. A formula igaz a gamma-függvényre is:
{\displaystyle \Gamma \left(z\right)\sim {\sqrt {\frac {2\pi }{z}}}\left({\frac {z}{e}}\right)^{z},}
ha {\displaystyle z\to \infty } és {\displaystyle \left|{\arg z}\right|<\pi }.

## Története
James Stirling skót matematikus az 1730-as Methodus Differentialis című művében mutatta be a logaritmusfüggvénnyel kapcsolatos összegzési eredményeit. Állítása szerint a {\displaystyle \log 1+\log 2+\cdots +\log n=\log n!\,\!} kifejezés értéke a következő sor első három vagy négy tagjának felhasználásával megkapható (ahol log a természetes logaritmus függvény):
{\displaystyle \left({n+{\frac {1}{2}}}\right)\log \left({n+{\frac {1}{2}}}\right)-\left({n+{\frac {1}{2}}}\right)+{\frac {1}{2}}\log \left({2\pi }\right)-{\frac {1}{24\left({n+{\frac {1}{2}}}\right)}}+{\frac {7}{2880\left({n+{\frac {1}{2}}}\right)^{3}}}-\cdots }
A végtelen sor együtthatóira rekurziós összefüggést adott meg, de explicit képlettel nem rendelkezett. Az általános tag {\displaystyle k\geq 1} esetén a következő:
{\displaystyle {\frac {\left({2^{1-2k}-1}\right)B_{2k}}{2k\left({2k-1}\right)\left({n+{\frac {1}{2}}}\right)^{2k-1}}},}
ahol Bk a Bernoulli-féle számokat jelöli. Stirling eredményeit látva, Abraham de Moivre Miscellaneis Analyticis Supplementum című művében felfedezett egy egyszerűbb képletet:
{\displaystyle \left({n+{\frac {1}{2}}}\right)\log n-n+{\frac {1}{2}}\log \left({2\pi }\right)+{\frac {1}{12n}}-{\frac {1}{360n^{3}}}+\cdots }
Ebben az esetben az általános tag
{\displaystyle {\frac {B_{2k}}{2k\left({2k-1}\right)n^{2k-1}}}.}
A képletben látható {\displaystyle {\frac {1}{2}}\log \left({2\pi }\right)} tag a történet szerint Stirling érdeme volt, ezért az első összefüggéssel ellentétben De Moivre képlete vált ismertté Stirling-formula (vagy Stirling-sor) néven.

## Bizonyítás
De Moivre formuláját bizonyítjuk a gamma-függvényre. Euler képletéből indulunk ki:
{\displaystyle \Gamma \left(z\right)=\lim _{n\to \infty }{\frac {n!n^{z}}{z\left({z+1}\right)\cdots \left({z+n-1}\right)}}.}
A logaritmikus deriváltra áttérve (mindvégig feltesszük, hogy {\displaystyle \Re (z)>0})
{\displaystyle \psi \left(z\right):={\frac {\Gamma '\left(z\right)}{\Gamma \left(z\right)}}=\lim _{n\to \infty }\left({\log n-{\frac {1}{z}}-{\frac {1}{z+1}}-\cdots -{\frac {1}{z+n-1}}}\right)}
{\displaystyle =\lim _{n\to \infty }\left({\int _{0}^{\infty }{{\frac {e^{-t}-e^{-nt}}{t}}dt-\sum \limits _{r=0}^{n-1}{\int _{0}^{\infty }{e^{-\left({z+r}\right)t}dt}}}}\right)}
{\displaystyle =\lim _{n\to \infty }\left({\int _{0}^{\infty }{{\frac {e^{-t}-e^{-nt}}{t}}dt-\int _{0}^{\infty }{{\frac {1-e^{-nt}}{1-e^{-t}}}e^{-zt}dt}}}\right)}
{\displaystyle =\lim _{n\to \infty }\left({\int _{0}^{\infty }{{\frac {e^{-t}}{t}}-{\frac {e^{-zt}}{1-e^{-t}}}dt-\int _{0}^{\infty }{\left({{\frac {1}{t}}-{\frac {e^{-zt}}{1-e^{-t}}}}\right)e^{-nt}dt}}}\right)}
{\displaystyle =\int _{0}^{\infty }{\left({{\frac {e^{-t}}{t}}-{\frac {e^{-zt}}{1-e^{-t}}}}\right)dt}=\int _{0}^{\infty }{{\frac {e^{-t}-e^{-zt}}{t}}dt}+\int _{0}^{\infty }{\left({{\frac {1}{t}}-{\frac {1}{1-e^{-t}}}}\right)e^{-zt}dt}}
{\displaystyle =\log z+\int _{0}^{\infty }{\left({{\frac {1}{t}}-{\frac {1}{1-e^{-t}}}}\right)e^{-zt}dt}.}
Az utolsó lépésben a zárójelben lévő függvény analitikus a 0 pontban és ott hatványsora a következő alakú:
{\displaystyle {\frac {1}{t}}-{\frac {1}{1-e^{-t}}}=-{\frac {1}{2}}-\sum \limits _{k=1}^{\infty }{{\frac {B_{2k}}{\left({2k}\right)!}}t^{2k-1}},}
ahol Bk ismét a Bernoulli-féle számokat jelöli. Függvényünk pozitív {\displaystyle t} esetén korlátos, ezért alkalmazható az aszimptotikus analízis egyik fontos állítása, a Watson-lemma, így
{\displaystyle \psi \left(z\right)\sim \log z-{\frac {1}{2z}}-\sum \limits _{k=1}^{\infty }{\frac {B_{2k}}{2k}}{\frac {1}{z^{2k}}},\;\left|z\right|\to \infty ,\;\left|{\arg z}\right|<{\frac {\pi }{2}}.}
Most mindkét oldalt integrálva
{\displaystyle \log \Gamma \left(z\right)\sim \left({z-{\frac {1}{2}}}\right)\log z-z+C+\sum \limits _{k=1}^{\infty }{\frac {B_{2k}}{2k\left({2k-1}\right)z^{2k-1}}}}
adódik valamilyen {\displaystyle C\,\!} konstans mellett. A konstans meghatározásához a kapott sort helyettesítsük Legendre duplikációs képletébe:
{\displaystyle \log \Gamma \left(z\right)+\log \Gamma \left({z+{\frac {1}{2}}}\right)+\left({2z-1}\right)\log 2=\log \Gamma \left({2z}\right)+{\frac {1}{2}}\log \pi .}
Határértéket véve {\displaystyle C={\frac {1}{2}}\log \left({2\pi }\right)}-t fogunk kapni. A formulát itt csak {\displaystyle \left|{\arg z}\right|<{\frac {\pi }{2}}} esetén bizonyítottuk, megjegyzendő azonban, hogy fennáll akkor is, ha {\displaystyle \left|{\arg z}\right|<\pi }.
Érdemes észrevenni, hogy ha a kapott eredményt ismét a Legendre-féle összefüggésbe helyettesítjük {\displaystyle \log \Gamma \left({z+{\frac {1}{2}}}\right)}-t meghagyva, majd arra rendezve, {\displaystyle z=n+{\frac {1}{2}}}-et helyettesítve, végül felhasználva, hogy {\displaystyle \log \Gamma \left({n+1}\right)=\log n!}, éppen Stirling eredeti sorát kapjuk.

## Konvergencia és exponenciális alak
A fentebb bizonyított aszimptotikus sor semmilyen {\displaystyle z\,\!} esetén sem konvergens, ami a Bernoulli számok rohamos növekedéséből is jól látszik. Jó közelítést kaphatunk viszont, ha csak az első néhány tagot tartjuk meg.
A De Moivre-féle sor mindkét oldalának exponenciálissá tételével kapjuk a szintén Stirling-formula néven ismert formulát:
{\displaystyle \Gamma \left(z\right)\sim \left({\frac {z}{e}}\right)^{z}{\sqrt {\frac {2\pi }{z}}}\sum \limits _{k=0}^{\infty }{\frac {\left({2k+1}\right)!!a_{2k+1}}{z^{k}}}=\left({\frac {z}{e}}\right)^{z}{\sqrt {\frac {2\pi }{z}}}\left({1+{\frac {1}{12z}}+{\frac {1}{288z^{2}}}-\cdots }\right),}
ahol {\displaystyle a_{k}\,\!} az
{\displaystyle a_{k}={\frac {a_{k-1}}{k+1}}-{\frac {1}{2}}\sum \limits _{i=1}^{k-1}{a_{i}a_{k+1-i}},\;a_{1}=1,\;a_{2}={\frac {1}{3}}}
rekurzióval számítható. Stirling eredeti sorára
{\displaystyle \Gamma \left({z+{\frac {1}{2}}}\right)\sim \left({\frac {z}{e}}\right)^{z}{\sqrt {2\pi }}\sum \limits _{k=0}^{\infty }{\frac {b_{k}}{z^{k}}}=\left({\frac {z}{e}}\right)^{z}{\sqrt {2\pi }}\left({1-{\frac {1}{24z}}+{\frac {1}{1152z^{2}}}+\cdots }\right)}
adódik. Bevezetve a {\displaystyle c_{k}:=\left({2k+1}\right)!!a_{2k+1}} jelölést, Legendre duplikációs képletéből
{\displaystyle b_{k}={\frac {1}{2^{k}}}\sum \limits _{i=0}^{k}{\left({-1}\right)^{i}2^{i}c_{k-i}c_{i}}.}

## Hibabecslés
Tetszőleges pozitív egész {\displaystyle N} esetén vezessük be a következő jelöléseket:
{\displaystyle \log \Gamma \left(z\right)=\left({z-{\frac {1}{2}}}\right)\log z-z+{\frac {1}{2}}\log \left({2\pi }\right)+\sum \limits _{k=1}^{N-1}{\frac {B_{2k}}{2k\left({2k-1}\right)z^{2k-1}}}+R_{N}\left(z\right)}
és
{\displaystyle \Gamma \left(z\right)=\left({\frac {z}{e}}\right)^{z}{\sqrt {\frac {2\pi }{z}}}\left({\sum \limits _{k=0}^{N-1}{\frac {c_{k}}{z^{k}}}+{\widetilde {R}}_{N}\left(z\right)}\right).}
Ekkor
{\displaystyle \left|{R_{N}\left(z\right)}\right|\leq {\frac {\left|{B_{2N}}\right|}{2N\left({2N-1}\right)\left|z\right|^{2N-1}}}{\begin{cases}1&{\text{ ha }}\left|\arg z\right|\leq {\frac {\pi }{4}},\\\left|{\csc(\arg z)}\right|&{\text{ ha }}{\frac {\pi }{4}}<\left|\arg z\right|<{\frac {\pi }{2}},\\\sec ^{2N}\left({\frac {\arg z}{2}}\right)&{\text{ ha }}\left|\arg z\right|<\pi ,\end{cases}}}
és
{\displaystyle {\big |}{\widetilde {R}}_{N}\left(z\right){\big |}\leq \left({{\frac {\left|{c_{N}}\right|}{\left|z\right|^{N}}}+{\frac {\left|{c_{N+1}}\right|}{\left|z\right|^{N+1}}}}\right){\begin{cases}1&{\text{ ha }}\left|\arg z\right|\leq {\frac {\pi }{4}},\\\left|{\csc(\arg z)}\right|&{\text{ ha }}{\frac {\pi }{4}}<\left|\arg z\right|<{\frac {\pi }{2}}.\end{cases}}}
További információk és hibabecslések a megjelölt forrásokban találhatók.

## A Stirling formula konvergens változata
1763-ban Thomas Bayes John Cantonnak írt levelében bizonyította be, hogy a Stirling-sor nem ad konvergens sorfejtést a faktoriálisra.
A Stirling-formula egy konvergens változatának meghatározásához a következő összefüggést alkalmazhatjuk:
{\displaystyle \int _{0}^{\infty }{\frac {2\arctan {\frac {t}{z}}}{\exp(2\pi t)-1}}\,dt=\log \Gamma (z)-\left(z-{\frac {1}{2}}\right)\log z+z-{\frac {1}{2}}\log(2\pi ).}
Célba érünk, ha konvergens sor segítségével állítjuk elő az integrált. Ha {\displaystyle z^{\overline {n}}=z(z+1)\cdots (z+n-1)}, akkor
{\displaystyle \int _{0}^{\infty }{\frac {2\arctan {\frac {t}{z}}}{\exp(2\pi t)-1}}\,dt=\sum _{n=1}^{\infty }{\frac {c_{n}}{(z+1)^{\overline {n}}}}}
ahol
{\displaystyle c_{n}={\frac {1}{n}}\int _{0}^{1}x^{\overline {n}}\left(x-{\frac {1}{2}}\right)\,dx={\frac {1}{2n}}\sum \limits _{k=1}^{n}{\frac {k\left|{s(n,k)}\right|}{\left({k+1}\right)\left({k+2}\right)}},}
ahol {\displaystyle {s\left({n,k}\right)}} az Elsőfajú Stirling-számokat jelöli. Ebből a Stirling-formula következő változatát nyerjük
{\displaystyle \log \Gamma (z)=\left(z-{\frac {1}{2}}\right)\log z-z+{\frac {\log {2\pi }}{2}}}
{\displaystyle {}+{\frac {1}{12(z+1)}}+{\frac {1}{12(z+1)(z+2)}}+{\frac {59}{360(z+1)(z+2)(z+3)}}+{\frac {29}{60(z+1)(z+2)(z+3)(z+4)}}+\cdots ,}
ami konvergens, ha {\displaystyle \Re (z)>0}.

## Zárt közelítések
Az alábbiakban néhány zárt közelítés látható, amelyek a "sima" Stirling-formulánál jobb becsléseket adnak.
Gosper :
{\displaystyle n!\sim \left({\frac {n}{e}}\right)^{n}{\sqrt {2\pi \left({n+{\frac {1}{6}}}\right)}}}
Robert H. Windschitl :
{\displaystyle n!\sim \left({{\frac {n}{e}}{\sqrt {n\sinh {\frac {1}{n}}}}}\right)^{n}{\sqrt {2\pi n}}}
Nemes Gergő :
{\displaystyle n!\sim \left({{\frac {n}{e}}\left({1+{\frac {1}{15n^{2}}}}\right)^{5/4}}\right)^{n}{\sqrt {2\pi n}}}
{\displaystyle n!\sim \left({{\frac {1}{e}}\left({n+{\frac {1}{12n-{\frac {1}{10n}}}}}\right)}\right)^{n}{\sqrt {2\pi n}}}
Ez utóbbi három formula jól alkalmazható programozható számológépekben a gamma-függvény értékeinek közelítésére.

## A faktoriális logaritmusa

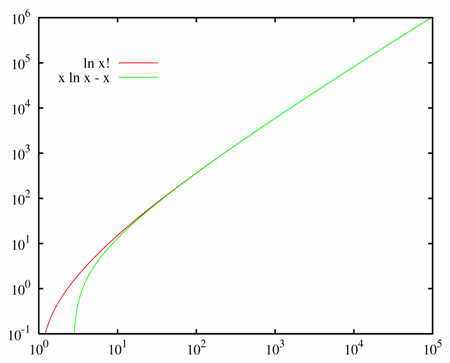
A relatív hiba (log x!) és (x log x – x) között x növekedtével 0-hoz tart

A faktoriális logaritmusának közelítő értékét megadó képletet is Stirling-formulának nevezik, és a következőt mondja ki:
{\displaystyle \log n!\approx n\log n-n\,}
minden elég nagy természetes n számra, ahol log a természetes logaritmus függvény.

## Lásd még
- Spouge-formula